# Ловачки савез Републике Српске
Ловачки савез Републике Српске (ЛСРС; енгл. Hunters Association of Republika Srpska) представља и заступа интересе својих чланица, савјетодавно и стручно дјелује на њих, врши промоцију ловства и ловног туризма, организује и учествује на сајмовима, развија ловну етику, кинологију и ловно стрељаштво и обавља друге послове који се тичу ловства у земљи и иностранству ловства на територији Републике Српске.
Самостално, невладино и нестраначко је удружење које има статус правног лица. Савез има oko 20.000 чланова (ловаца), а 105 чланица која су правна лица. Чланство ЛСРС чине 79 ловачких удружења Републике Српске, једно ловачко удружење из Дистрикта Брчко, 18 шумских газдинстава Републике Српске којима газдује ЈП „Шуме Републике Српске“, два национална парка Републике Српске два рибњака и три друштва с ограниченом одговорношћу. ЛСРС је члан Међународног савјета за лов и заштиту дивљачи (CIC) и Европског савјета за ловство (FACE). Главни циљ ЛСРС је узгајање, заштита и кориштење дивљачи уз одржавање природне равнотеже, затим унапређење лова као гране привреде, спорта и спортског туризма, заштита природе и животне средине, те развој ловачког стрељаштва и ловачке кинологије. Сједиште ЛСРС се налази у улици Меше Селимовића бр. 15 у Бијељини. Канцеларије ЛСРС налазе се у Сокоцу ул. Романијска бр. 1 и у Бањалуци ул. Васе Пелагића бр. 15.

## Организација
Ловачки савез Републике Српске је званично основан 19. марта 1994. године у Бијељини. Оснивачи ЛСРС су били представници 99 ловачких друштава и других организација везаних за лов на територији Републике Српске.
Ловачки савез доноси одлуку о календару лова, односно о ловној сезони на поједине дивљачи на територији Републике Српске.

## Органи
Органи Савеза су:
- Скупштина;
- Управни одбор;
- Предсједник Савеза;
- Надзорни одбор.

### Скупштина
Скупштина је највиши орган управљања Савезом. Скупштину чине чланови које бирају чланице Савеза на мандатни период од 4 године. Број чланова Скупштине Савеза је пропорционалан броју чланова чланица. Чланице Савеза — ловачка удружења до 300 чланова и друге чланице Савеза бирају по једног члана у Скупштину Савеза. Чланице које имају од 301 до 600 чланова бирају два члана; од 601 до 900 бирају 3 члана а чланице преко 900 бирају четири члана.Основицу за утрвђивање броја чланова Скупштине Савеза за сваку чланицу, чини број чланова чланице за које је уплаћен члански допринос за текућу годину.
- Драган Павловић – предсједник
- Војин Бера – потпредсједник
- Радослав Анђелић – потпредсједник

### Управни одбор
Управни одбор је извршни орган Скупштине Савеза.Кандидате за чланове Управног одбора предлажу Регионални савјети за ловство.Управно одбор има 20 чланова.Предсједник УО је уједно и предсједник Ловачког савеза.
У оквиру Управног одбора формирана су стална стручна радна тијела : Стручни савјет за ловство и Комисија за информисање.
Повремене комисије су: Комисија за нормативну дјелатност, Комисија за ловно стрељаштво, Комисија за кинологију, Комисија за ловачке трофеје, Комисија за признања и одликовања и Комисија Фонда солидарности.

### Предсједник Савеза
Предсједник Савеза је извршни орган Савеза.
Предсједника Савеза бира Скупштина Савеза из реда чланова Управног одбора на мандатни период од четири године, с могућношћу поновног избора.За предсједника Савеза може бити изабран сваки члан чланице савеза а који ужива посебан углед у Савезу и испуњава опште и посебне услове које утврди Управни одбор Савеза.
Председник Ловачког савеза Републике Српске је Саво Минић, а секретар је Живојин Лазић. Савез доноси кодекс ловаца Републике Српске и цјеновник услуга и дозвола на ловиштима Републике Српске.

### Надзорни одбор
Надзорни одбор контролише прибављање и располагање средствима Савеза и има 3 члана.
Надзорни одбор је надзорни орган Савеза чији је првенствени задатак контрола досљедне примјене и проведбе донесених аката Скупштине и других органа Савеза, као и примјена одредаба Закона о ловству и других закона и прописа, посебно из области финансијско-материјалног пословања.
Надзорни одбор има три члана које бира Скупштина Савеза на изборној сједници из реда стручњака економске, правне, шумарске, ловне или друге сличне струке на приједлог регионалних савјета.
На првој конститутивној сједници, коју сазива Предсједник Надзорног одбора у старом сазиву, Надзорни одбор бира свог предсједника. У Надзорни одбор не може бити именован члан Управног одбора или неког другог органа Савеза.

### Стручнe службe
Стручна служба савеза обавља стручне и административнио-техничке послове у Савезу . Радом Стручне службе руководи секретар Савеза. Организација и рад Стручне службе Савеза уређена је нормативним актима које доноси Упрани одбор Савеза.Стручну службу савеза чине: секретар Савеза , вршилац дужности Влајко Илић; Самостални стручни сарадник за ловство извршилаца 3 (није попуњено); Стручни сарадник за административне и материјално-финансијске послове, Слађана Кочевић; стручни сарадник за техничке послове, економист, дистрибуцију материјала и возач моторног возила извршилаца 1((није попуњено); Хигијеничар извршилаца 1((није попуњено);

## Ловишта Републике Српске
У Републици Српској постоји 91 ловиштe, од чега 67 спортских ловишта и 6 посебних и 18 привредних ловишта са укупном површином око 2.475.861 hа. Посебним ловиштима управљају шумска газдинства ЈП „Шуме Републике Српске“ и Национални паркови Републике Српске. Спортским ловиштима управљају ловачка друштва и шумска газдинства ЈП „Шуме Републике Српске“.
Ловишта се налазе у 10 регија (Семберска, Санско-унска, Добојско-модричка, Мотајичко-лијевчанска, Бањалучка, Бирачка, Старохерцеговачка, Херцеговачка, Сарајевско-романијска и Мркоњићка).

### Дивљач
Ловишта Републике Српске су богата сљедећим врстама дивљачи:
- Мрки медвјед
- Вук
- Дивља свиња
- Срндаћ
- Дивокоза
- Јелен
- Лисица
- Јазавац
- Дивља мачка
- Куна (куна златица), (куна белица)
- Тетријеб (велики тетријеб)
- Љештарка пијевац

### Ниска дивљач
- Зец
- Фазан
- Препелица
- Јаребица (пољска јаребица, јаребица камењарка)
- Шљука (шумска)
- Дивља патка (дивља патка глувара)
- Дивља гуска (дивља гуска лисаста)
- Грлица
- Дивљи голуб
- Бекасина
- Црна лиска